# 吉原義人
吉原 義人（よしはら よしんど、1943年〈昭和18年〉2月21日 - ）は、日本の刀匠。日本美術刀剣保存協会無鑑査刀匠、東京都指定無形文化財保持者。

## 経歴
1943年、刀匠・吉原将博（二代目・吉原國家）の長男として、東京・世田谷に生まれる。祖父の初代・吉原國家は、1941年発表の『現代刀匠人気大番付』（鑑定 : 本阿弥光遜・光法・光瞭他）で、塚本起正とともに東日本最高峰である”東の横綱”に選出されるほど名の知られた刀匠で（当時の”西の横綱”は高橋義宗と月山貞光）、世田谷に鍛刀所を構え、その息子将博も同鍛刀所で刀匠として活動していた。義人は祖父と父のもと、幼い頃から作刀の手伝いをする。
1965年、義人の弟、荘二（三代目・吉原國家）とともに文化庁認定刀匠になる。
1966年、「第2回新作名刀展」で荘二が最年少、初出品で努力賞を受賞したことに刺激を受け、本格的に刀作りをはじめる。
1967年、長男義一が生まれる。義一はのちに史上最年少で最高位である無鑑査に認定される。
1972年、29歳の時に新作名刀展最高賞である特賞と文化庁長官賞を受賞。翌年には、新設された新作名刀展最高賞である高松宮賞の初代受賞者となる。
その後も高松宮賞を2度受賞するなど数々の受賞を重ね、1982年、39歳の時に弟荘二とともに無鑑査の認定を受けた。その後は伊勢神宮式年遷宮（20年に1度）の「御神宝太刀」製作者として3度指名を受けるなどしている。
1987年、TBS制作のドキュメンタリー番組『地球浪漫 甦る秘剣！ 戦国兜割り』において、吉原作刀の刀を用いて剣術家・河端照孝が兜割を成功させた様子が放送された。
東京都葛飾区高砂に鍛刀所を構え、2018年時点では年間に5本から6本を製作、これまでに作った刀は500本を超える。また、義人のもとで修行した弟子からは無鑑査含め多くの名工が輩出されており、後進育成の面でも高い評価を得ている。義人に作刀を依頼した著名人は数多く、明快な物言いからメディアへの出演も多い。スティーブン・スピルバーグが吉原へ作刀を依頼したことでも知られている。

## 人物
吉原の考える日本刀とは、性能が高くなければならないという条件は前提にしつつ、武器ではなく宝物であり、神聖なものである刀は芸術的にも素晴らしくしなければならない、としている。
日本の「古刀偏重主義」への反骨心があり、ただ古いというだけで評価されるのであれば、現代の刀匠がいくら技術を究めても同じ舞台に立てないという思いがあった。義人によれば、古い刀は骨董品として貴重だが、その作り自体を見れば技術的に拙いものもあるにもかかわらず、日本では、いくら作りが甘くても、その刀が古ければ「味がある」と肯定されることに違和感があったという。海外の日本刀愛好者や美術関係者は、新古にかかわらずフラットな視線で刀の美しさそのものを評価してくれるという思いから、海外進出にも力を入れている。
1975年、アメリカで開かれた日本刀の愛好者の会合に参加したことを皮切りに、1980年にはダラスに鍛刀所を造設し刀作りを実演。2ヵ月近く現地に滞在して完成させた刀が美術関係者の目に留まり、メトロポリタン美術館とボストン美術館から「買い取りたい」というオファーを受け承諾する。その後、サンフランシスコとシアトルに鍛錬所を造設し、海外の展示会にも積極的に参加するようになった。英語で記した日本刀の著書も共著で数冊出版しており、海外からの注文も多い。2005年には、イタリアのバルジェロ国立美術館に館長の要望で吉原の脇指が寄贈された。

## 作風
備前伝古名刀の再現を目指しており、備前伝の最も困難なテーマとされる映りを鮮やかに再現し、日本刀備前伝ブームの先駆けとなった。波の高低差が高く大きな波紋を描き、花びらをならべたような華やかな美しさを描き出す「丁子乱れ（吉原丁子）」を得意とする。洗練された彫技も高く評価されている。

## 著書
- The craft of the Japanese sword, Kodansha International, 1987.（Leon Kapp, Hiroko Kappとの共著）
- Modern Japanese Swords and Swordsmiths, Kodansha International, 2002.（Leon Kapp, Hiroko Kappとの共著）
- The Art of the Japanese Sword, Tuttle Publishing, 2012.（Leon Kapp, Hiroko Kappとの共著）
- The Art of Japanese Sword Polishing, Kodansha USA, 2013.（Setsuo Takaiwa, Leon Kapp, Hiroko Kappとの共著）
- 吉原刀匠に聞く日本刀とっておきの話, Kindle Singles, 2016.（鈴木重好との共著）

## 出演
- 『地球浪漫』（TBS、1987年）
- 『この日本人がスゴイらしい。 Brand New Japan』（テレビ東京、2010年12月17日）
- 『たけしアート☆ビート』（NHKBS、2011年12月14日）
- 『若大将のゆうゆう散歩』（テレビ朝日、2014年11月20日）
- 『週刊ニュースリーダー』（テレビ朝日、2015年7月4日）
- 『出没!アド街ック天国』（テレビ東京、2017年2月25日）
- 『情熱大陸』（MBS、2017年4月16日）
- 『美の壺』（NHK、2020年9月4日）
- 『プロフェッショナル 仕事の流儀』（NHK、2021年5月11日）
- ほか多数

## 著名な家族・弟子（吉原一門）
- 初代・吉原國家（祖父。本名 : 吉原勝吉。1893年生 - 1970年没）

栗原彦三郎に師事し、1941年の『現代刀匠人気大番附』では「東の横綱」と称され、1942年の『聖代刀匠位列表』（栗原彦三郎謹選）においては「貴品上位」に列せられた、昭和初期を代表する名刀匠。作風は相州伝と備前伝。
- 3代目・吉原國家（弟。本名 : 吉原荘二。1945年生 - 2023年没）

日本美術刀剣保存協会無鑑査刀匠。東京都指定無形文化財保持者。日本刀文化振興協会前理事長、元・全日本刀匠会会長。東京都葛飾区西水元に鍛刀所を構える。映画『ラスト・サムライ』（2003年）に刀匠役としてわずかに出演している。作風は備前伝。
- 吉原義一（息子。1967年生 - 2018年没）

日本美術刀剣保存協会無鑑査刀匠（史上最年少）。葛飾区指定無形文化財保持者。父・義人とともに東京都葛飾区高砂を拠点に活動していた。病により51歳の若さで死去。死の直前までの最後の作刀を追ったドキュメンタリー映像は文部科学省の教育映像選定作品となった。作刀贈呈者にジャッキー・チェンなど。作風は備前伝（蛙子丁子を得意とする）。
- 清水忠次（兄弟子。1921年生 - ?没）

元・全日本刀匠会相談役。東京都葛飾区青砥住。短刀製作の名手であり、國家・義人らの協力刀工としても知られ、合作刀などにも優れた作品を遺す。作刀贈呈者に木村篤太郎、安原美穗、野沢那智など。作風は備前伝。
- 大野義光（弟子。本名 : 吉川三男。1948年生）

日本美術刀剣保存協会無鑑査刀匠。葛飾区指定無形保持者。日本刀文化振興協会理事長。新潟県新潟市、岡山県岡山市などに鍛刀所を設立している。再現困難とされた「山鳥毛」の写しを1984年に完成させたことで知られる。作風は備前伝（重花丁字を得意とする）。
- 久保善博（弟子。1965年生）

日本美術刀剣保存協会無鑑査刀匠。広島県指定無形文化財保持者。日本刀関連の研究活動にも成果がある。広島県庄原市に鍛刀所を構える。2021年に製作された「大般若長光」の写しは備前長船刀剣博物館に寄贈されている。作風は備前伝。